# 石井真司
石井 真司（いしい しんじ、石井眞司、1928年3月24日 - 2004年5月17日）は、日本の弁護士、法学者。
東京府東京市（現東京都台東区）出身。1952年中央大学法学部卒、日本勧業銀行に入り、1966年最高裁司法研修所修了、勧銀に戻り、調査部課長代理、同主任調査役、同参与、第一勧業銀行調査部、第一勧銀総合研究所、第一勧銀経営センター、みずほ銀行法務部各顧問を経て、2003年退職。銀行勤務の傍ら、全国銀行協会連合会法規専門部会・不渡手形審査専門委員会各特別委員、金融法学会理事、法制審議会倒産法部会委員などを歴任。弁護士（尾崎昭夫法律事務所）。

## 著書
- 『新銀行取引約定書の解説』経済法令研究会 1977
- 『民事執行法と差押預金の取扱い』銀行研修社 1982
- 『根抵当実務の手引き』金融財政事情研究会 銀行実務手引き選書 1988 『根抵当実務』佐久間弘道共著 きんざい (発売) 2006

### 共編著・監修
- 『書式と実例による新根抵当実務総覧』堀内仁,鈴木正和共著 経済法令研究会 1971
- 『新根抵当法と銀行実務』鈴木正和共編 金融財政事情研究会 1971
- 『新銀行取引書式表 上.貸付担保編』共著　経済法令研究会　1972
- 『新銀行実務法律講座 第6巻 担保・保証』堀内仁共責任編集 銀行研修社　1973
- 『銀行取引法の研究 堀内仁先生古稀記念』鈴木正和、吉原省三共編 金融財政事情研究会 1976
- 『手形・小切手の不渡と不渡処分の実務』住田立身共編著 金融財政事情研究会 1976
- 『根抵当実務全書』鈴木正和共編 金融財政事情研究会 1978
- 『金融法務辞典』堀内仁、鈴木正和、吉原省三共責任編集 銀行研修社 1993
- 『不渡処分の先例と実務』住田立身共著 金融財政事情研究会 1982
- 『信用保証協会の保証』上野隆司、岡崎治郎、江口浩一郎共編 金融財政事情研究会 銀行実務手続双書 1985
- 『特殊担保 その理論と実務』西尾信一共編 経済法令研究会 1986
- 『判例・先例金融取引法 新訂版』藤林益三共編 金融財政事情研究会 1988
- 『Q&A新しい不渡処分の実務』住田立身共著 金融財政事情研究会 1991
- 『金融ビジネス読本・実務と法の知識 1 金融取引と預金取引』大西武士共編 ぎょうせい 1993
- 『銀行取引法務事例集』全6巻 林部実、大野克彦、桐谷芳和、清水浩、秦光昭、春日川和夫共責任編集　銀行研修社 1993
- 『精選銀行取引手続書式大事典 第1巻 (預金・内国為替・手形交換・付随業務)  3訂版』鈴木正和共責任編集 銀行研修社 1993
- 『金融取引小六法』鈴木正和共編 経済法令研究会 1995
- 『金融取引ルールブック 第3版』大月洋一共編著 銀行研修社 1996
- 『新銀行実務判例総覧』監修 経済法令研究会 1997
- 『ケーススタディ貸出・担保トラブル完全対策』監修 金融財政事情研究会 1998
- 『コンプライアンスのための金融取引ルールブック 第4版』雨宮眞也共編著 銀行研修社 1998
- 『精選銀行取引手続書式大事典 第1巻 第6版』松本貞夫共責任編集 銀行研修社 1998
- 『精選銀行取引手続書式大事典 第3巻 第6版』阿部隆彦共責任編集 銀行研修社 1998
- 『精選銀行取引手続書式大事典 第2巻 第6版』秦光昭共責任編集 BSIエデュケーション 1999
- 『新金融法務読本』監修 金融財政事情研究会 2001
- 『精選営業店の融資事故対策120選』前田庸,上野隆司共監修 金融財政事情研究会 2002
- 『取引の相手方と金融実務』監修 金融財政事情研究会 2002

## 論文
- ＜石井眞司